# 桂林医科大学
25°15′12″N 110°11′23″E / 25.2532°N 110.1898°E
桂林醫科大學位于中国广西壮族自治区桂林市，创立于1935年，前身为广西省立桂林高级助产士学校。目前是广西壮族自治区直属普通本科院校，2007年被教育部确认为本科教学工作水平评估优秀学校。该校是一所以临床医学为主，辅以药学、护理学、生物技术、预防医学等学科的高等医药本科院校。

## 历史
1935年：设立广西省立桂林高级助产士学校。
1958年：改制为桂林医学专科学校。
1987年：升格为本科院校，并易名为桂林医学院。1993年：获得学士学位授予权，并被国家教委批准接受外国留学生。1995年：开始与同济医科大学等院校进行硕士研究生的联合培养。1996年：通过教育部本科教学工作合格评估。2007年：通过本科教学工作水平评估，被评为优秀学校。
2019年9月29日，广西壮族自治区教育厅发布公示，公布自治区高等学校设置评议委员会评议结果，决定拟同意该校更名为桂林医科大学，提交省政府审核后报教育部审批。
2025年，教育部發函批准桂林醫學院更名為桂林醫科大學。

## 机构设置
学校目前拥有13个学院、2个直属系、2个部：

| 校部职能部门 - 党委办公室、院长办公室 - 纪委、监察室 - 党委组织部 - 人事处（人才工作领导小组办公室） - 党委宣传部（党委教师工作部） - 党委统战部 - 国有资产管理处 - 教务处 - 教育评价与教师教学发展中心 - 研究生学院 - 党委研究生工作部 - 招生就业处 - 财务处 - 审计处 - 后勤管理处 - 武装部、保卫处 - 工会、计生办 - 离退休工作管理处 - 基建处 - 党委学生工作部（学生工作处） - 团委 - 科技处 - 国际合作与交流处 | 教学机构 - 基础医学院 - 临床医学院 - 临桂临床医学院 - 药学院 - 生物技术学院 - 护理学院 - 医学检验学院 - 公共卫生学院 - 口腔医学院 - 人文与管理学院 - 马克思主义学院 - 国际教育学院 - 继续教育学院 - 大学外语部 - 康复医学系 - 体育部 - 图书馆 - 信息中心 - 科学实验中心 - 华夏医学杂志社 - 全科医学院 - 创新创业学院 |

### 附属医院
- 桂林医学院附属医院
- 广西壮族自治区南溪山医院（桂林医学院附属南溪山医院）
- 桂林市第二人民医院（桂林医学院附属桂林市第二人民医院）
- 桂林市传染病医院（桂林医学院附属桂林市传染病医院）
- 梧州市红十字会医院（桂林医学院附属梧州市红十字会医院）

并有临床教学医院22所，各类教学实践单位215个。

## 校园文化

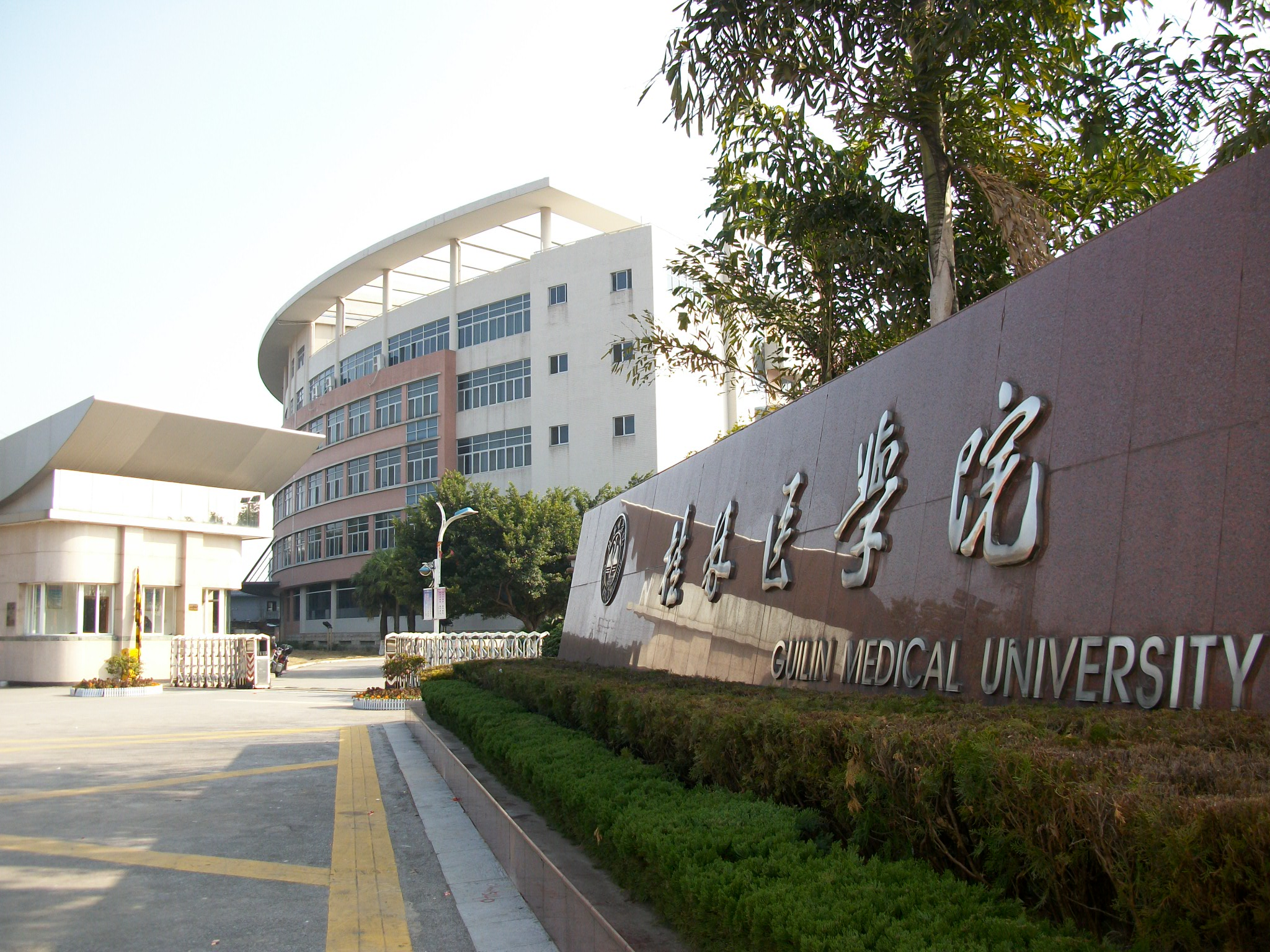
东城校区正门

学校目前有临床医学、药学、护理学、生物技术、药物制剂、口腔医学、预防医学、医学检验等22个专业及方向，招生面对全国21个省级行政区，其中临床医学被认定为广西壮族自治区重点专业。至2010年底，全校专科生、本科生、硕士研究生、外国留学生及成人教育学生等共计14,160人。

### 校区
目前学校拥有三个校区，分别为东城校区、乐群校区、临桂新校区。
- 东城校区位于桂林市环城北二路109号，漓江东岸。
- 乐群校区位于桂林市乐群路20号，桂湖东畔，桂林医学院附属医院对面。东城校区及乐群校区面积共590多亩。
- 临桂新校区位于桂林市临桂区致远路1号。规划面积达53.52公顷（802.77亩），包括道路面积4.46公顷（66.96亩）。已于2010年开工，计划2014年建成。[6]

校园总面积达847,993.26平方（1,271.98989亩），其中教学、行政用房舍总面积为130,501.34平方（195.75201亩），学生宿舍总面积为48,154.71平方（72.23206亩），运动场地总面积为24,367.00平方（36.55050亩），图书馆建筑总面积为16,177.23平方（24.26584亩）。
学院图书馆创建于1958年，由乐群校区图书馆和东城校区新馆组成，总建筑面积乐群校区图书馆为1,705.28平方米，东城校区新馆为14,471.95平方米，共计16,177.23平方米。图书馆共有阅览座位2,315个，各类纸质图书60.2万余册，中、外文刊物1,660余种。

### 师资
学校目前有教职工及医务人员共计2400余人，在编专任教师中具有高级教师职称者占44.62%，具硕士、博士学位者占58.74%；博士生导师和硕士生导师共计179人；教师中共57人次享有国务院政府特殊津贴或各种荣誉称号。学校现拥有国家局、自治区级和厅级重点专业、学科、建设学科、实验室、建设实验室、特色专业建设点等共计14个，拥有自治区级实验教学示范中心、实验教学建设示范中心、人才小高地创新团队、自治区级教学团队等共计13个，拥有病理与生理学、内科学、外科学等硕士学位授予点。并有自治区级精品课程共计18门。至2010年底，学校承担共计655项科研项目，其中国家级项目24项，省部级项目124项；获教育成果奖厅局级以33项，获自治区级8项。学校教学科研仪器设备总价值达6682.40万元。

## 对外交流
对外交流方面，学校培养了来自德国、日本及香港、澳门、台湾等地的高级医学人才，并同德国、日本、美国、韩国、以色列等国的教育及学术科研机构建立长期稳定的合作关系。学校先后邀请了诸多著名学者来校讲学、指导或担任兼职教授，包括诺贝尔生理学与医学奖获得者丹尼尔·卡尔顿·盖杜谢克。学院同时派出大量中青年教师到哈佛大学等校深造，一些已经回校成为教学、科研的主要力量，或承担重要职务。学院曾承办诸多国内国际学术会议。学术双月刊《华夏医学》（刊号CN 45-1236/R，ISSN 1008-2409）的编辑单位华夏医学杂志社即位于桂林医学院东城校区。该期刊是中国学术期刊综合评价数据库的统计源期刊，也是中国期刊网以及万方数据的全文上网期刊，同时是美国化学文摘收录期刊，曾被评为广西优秀科技期刊。